# Jindřichovice pod Smrkem
Jindřichovice pod Smrkem (německy Heinersdorf an der Tafelfichte) jsou obec ležící na severu Čech, v Libereckém kraji, okrese Liberec. Obec leží zhruba 15 km od Frýdlantu a 35 km od Liberce. Žije tady 604 obyvatel. Obcí protéká Jindřichovický potok.
Obec má železniční spojení s Frýdlantem, s tím má i spojení silniční. Do obce jezdí autobusy z Liberce (ČSAD Liberec).
Obec vstoupila ve známost aktivitami bývalého starosty Petra Pávka. Během jeho úřadování (1998–2010) byla v obci postavena dvojice větrných elektráren, kotelna na biomasu, byla vydána vyhláška zakazující do obce vstup úředníkům bez předchozího ohlášení a ve spolupráci s libereckou Technickou univerzitou bylo zřízeno Mezinárodní univerzitní a inovační centrum.

## Historie
Okolní kraj vlastnil od roku 1278 rod Biberštejnů. Někdy během jejich správy vznikla v panství také nevelká víska o přibližně 15 chalupách obývaných převážně dřevorubci. První písemná zmínka o obci pochází z roku 1381, kdy je obec zmiňována jménem Heynrichsdorf ym gebirge gelegen. Ve druhé polovině 13. století byl v tehdejší obci postaven kostel sv. Jakuba Staršího v románském slohu.
Dne 21. března 1431 se ze spanilé jízdy od Baltu vracel oddíl husitských bojovníků pod vedením Jana Čapka ze Sán. Husité se o této osadě dozvěděli a rozhodli se zdejší obyvatele obrátit na svou víru. Ves zapálili a kostel pobořili, z tehdejších obyvatel přežili jen ti, kteří uprchli do okolních lesů. Tito uprchlíci založili novou osadu asi 1 km po proudu potoka. Ves zde založená se postupem času rozrůstala a dostala jméno Heinrichsdorf (Jindřichova ves). Roku 1600 měla 51 čísel popisných.
K roku 1895 existovaly v obci klimatické lázně, letovisko nabízející léčbu klidem pro rekonvalescenty. Dějiny lázní se ovšem nezdařilo zmapovat a tak se pouze odhaduje, že zanikly pravděpodobně během, respektive po skončení druhé světově války.
Největší rozmach zažila obec na začátku 20. století. Od 2. srpna 1902 mohli tamní obyvatelé využívat k dopravě železniční trať do českého vnitrozemí a hned roku 1903 se začalo s výstavbou přeshraniční trati do tehdejšího německého Friedebergu (dnes polský Mirsk). První vlak z tohoto místa dorazil do Jindřichovic 21. srpna 1904. V obci bylo v té době 349 domků, v nich žilo 2440 obyvatel (2525 v roce 1910). Obec byla v této době nazývána „Malá Vídeň“. Obyvatele obce a obcí okolních zaměstnávala především prosperující textilka E.Heintschel & spol.
Od konce první světové války Jindřichovice ztrácely na důležitosti a vzrůstající nespokojenosti obyvatel využili henleinovci k posílení svých pozic.
Roku 1938 hlasovalo 1049 zdejších obyvatel pro připojení k Německu, proti byli pouze 4. Po skončení druhé světové války bylo odsunuto 551 Němců a přišlo 210 Čechů. Poválečný vývoj znamenal pro obec období úpadku. Textilní továrna se přeměnila na betonárku a poté na skladiště vlny, v 60. letech srovnala československá armáda se zemí veškeré nevyužívané stavby.
V roce 1960 se Jindřichovice rozšířily o Dětřichovec. Dne 1. července 1980 byly připojeny k Novému Městu pod Smrkem, od kterého se odtrhly v roce 1990.
Pozemek si zde zakoupil český herec Jaroslav Dušek, jenž na něm instaloval maringotku a zbudoval rumpálovou studnu spolu s přízemním domem postaveným z hlíny na základě systému Superadobe. Domkem se nechal inspirovat i jindřichovický starosta Petr Pávek a rozhodl se vybudovat si stejný objekt. K červnu roku 2022 žil v obci Duškův syn Martin.

## Obecní správa

### Části obce
- Jindřichovice pod Smrkem
- Dětřichovec

### Starostové
- Petr Pávek (Zelení) (1998–2010)

### Znak a vlajka
Dne 12. července 1999 získala obec od předsedy parlamentu znak a prapor. Na počest této události se tam pravidelně konají Jindřichovické dny. Na znaku obce se v horní části nacházejí smrkové větvičky symbolizující část názvu obce „pod Smrkem“, pod nimiž je jelení paroh z erbu Biberštejnů. List praporu tvoří zelené karé nad žlutým čtvercovým polem a dva vodorovné pruhy – žlutý a zelený. V karé pak je žlutá smrková větvička, ve žlutém poli je červený, do kruhu stočený jelení paroh.

## Školství
Od května roku 2018 má v obci svoji základnu uskupení Svoboda učení, jež razí rovnost mezi dětmi a dobrovolnost vzdělávání, tedy tzv. unschooling.

## Hospodaření a infrastruktura
V obci je základní škola, školka, pošta, knihovna (nejlepší v ČR roku 2003) a muzeum.

### Projekt větrných elektráren

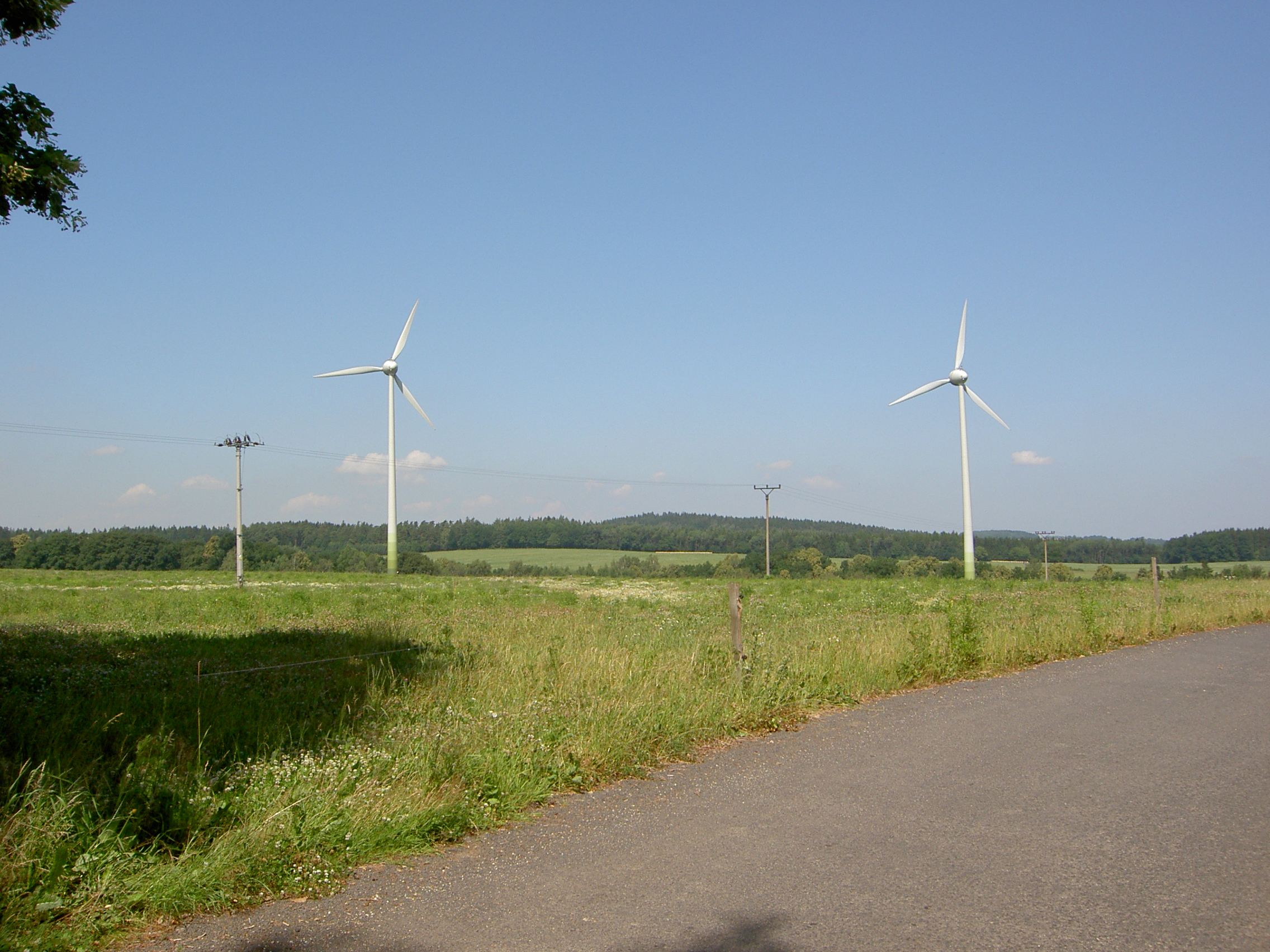
Jindřichovické větrné elektrárny

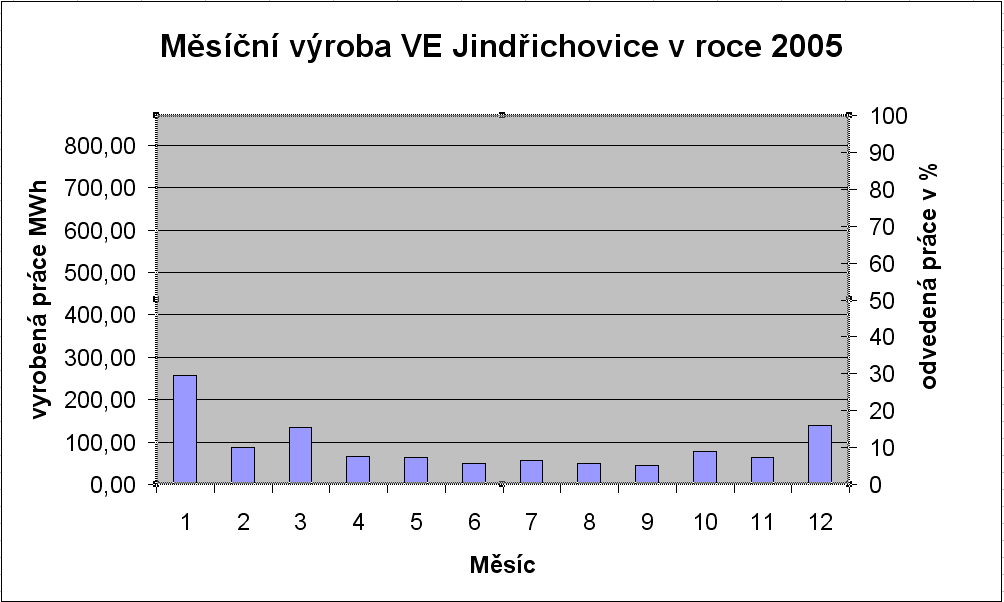
Odvedená práce pro farmu VE Jindřichovice, data roku 2005. Graf je v měřítku nominální práce, odpovídající instalovanému výkonu

Dne 20. srpna 2003 byla v Jindřichovicích zprovozněna farma ze dvou větrných elektráren, osazených jednotkami Enercon E-40/6.44 o celkovém nominálním výkonu 2x 600 kW. Projekt s investičními náklady 62 miliónů korun (tj. 51 650 Kč/kW) byl z významné části (53 miliónů Kč) financován Státním fondem životního prostředí formou nevratné dotace (27,9 miliónů) a nízkoúročené půjčky (24,8 miliónů). O přidělení dotace rozhodl osobně ministr ŽP Libor Ambrozek. Náklady na vybudování farmy byly způsobeny potřebou vybudování základů, manipulačních ploch, přípojky do VN 22 kV a dopravy jeřábů.
Za rok 2004 byla celková výroba 1 228,4 MWh, což představuje koeficient ročního využití 11,7 %. Novější data o výrobě VE nejsou na oficiálních stránkách zveřejňována. Za rok 2005 klesla výroba na 1 085 MWh (využití 10,3 %) a zisk meziročně klesl z 955 tis. na cca 360 tis. Kč.
Kritikové například porovnávají investičními náklady 62 miliónů korun (tj. 51 650 Kč/kW) s JE Temelín. Obec si od prodeje vyrobené energie slibovala vysoké příjmy do svého rozpočtu, ale dlouhodobě dosahované tržby nedosahují ani 20% tržeb, odpovídajících instalovanému výkonu.

## Zajímavosti a pamětihodnosti

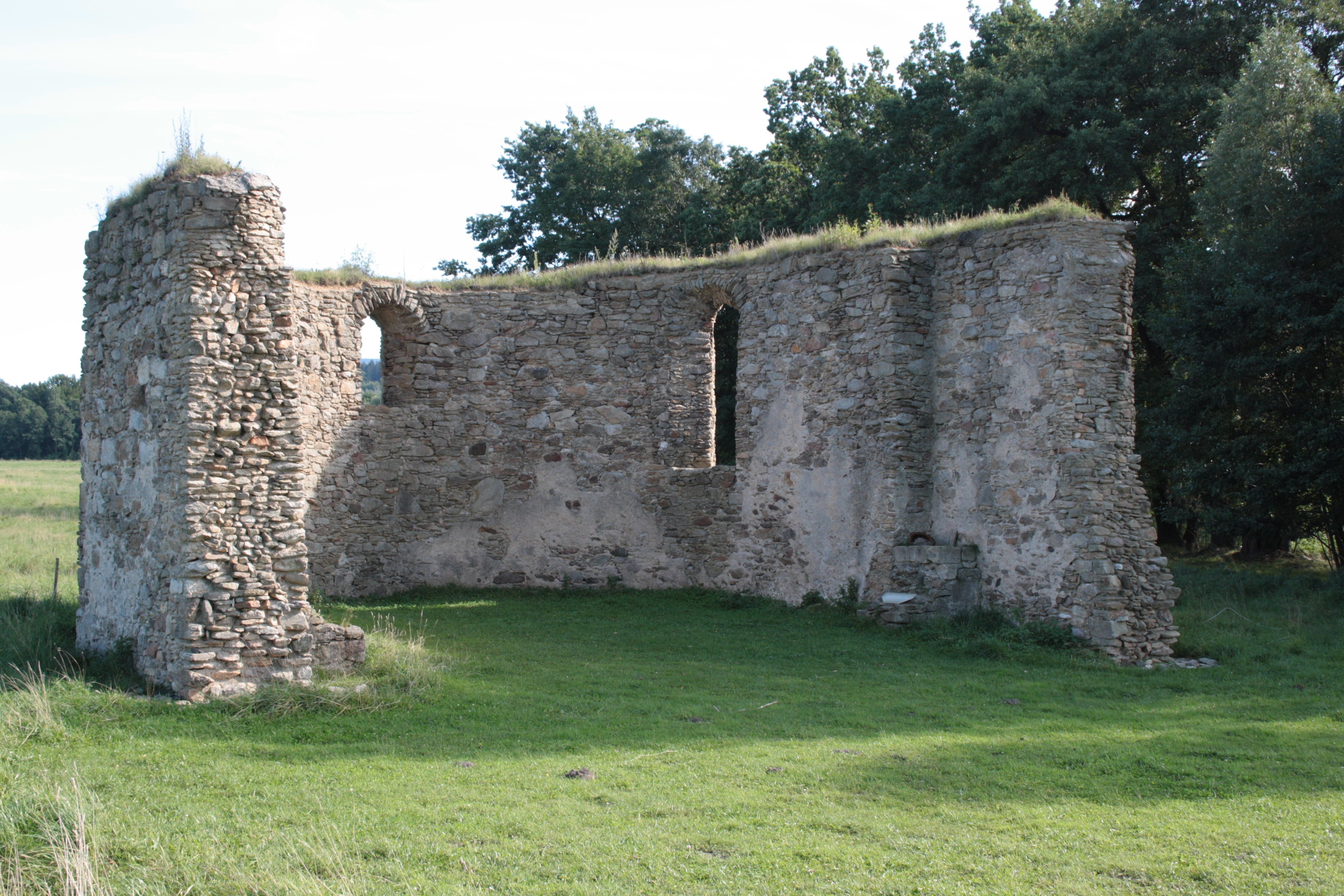
Ruiny kostela sv. Jakuba Staršího

- Ruiny kostela sv. Jakuba StaršíhoDvě větrné elektrárny o nominálním výkonu 2x600 kW dodávají od 17. května 2003 elektřinu do veřejné sítě.
- Muzeum venkovského života před průmyslovou revolucí má ve sbírce řadu exponátů od velkých zemědělských strojů až po nádobí a nářadí denní potřeby používaných v minulosti.
- Větrný mlýn ze 30. let 20. století je jedním z exponátů muzea.
- Ruiny kostela sv. Jakuba Staršího
- Statek Jiřího Zezulky